# Воян, Эдуард
Эдуард Воян (чеш. Eduard Vojan; 6 мая 1853, Прага — 31 мая 1920, там же) — один из самых известных чешских актёров театра и немого кино, режиссёр.
Основатель современной чешской актёрской школы.

## Биография
Родился в историческом районе Праги — Мала-Страна в многодетной семье чиновника. Несмотря на запреты отца, желавшего, чтобы сын стал офицером австрийской армии, Эдуард с юности мечтал стать актёром и играл в любительских театрах.
Это послужило поводом к серьезной ссоре с отцом, после которой шестнадцатилетний Эдуард покинул родительский дом и в феврале 1869 дебютировал в труппе И. Кремера, затем выступал в передвижных труппах.
Играл роли «героев-любовников».
В театральных сезонах 1886—1888 гг. начинает расти известность Э. Вояна, как драматического актёра, способного чутко различать природу ролей и понять внутренний мир и характер исполняемого персонажа. В этот период своего творчества Э. Воян выработал новый театральный актерский стиль — психологический реализм.
Новаторская, реалистическая направленность искусства Э. Вояна долгое время препятствовала его поступлению в пражский Национальный театр, где преобладали консервативные тенденции.
В 1888 году он все же был принят актёром в Национальный театр, а с 1900, после прихода нового руководства, стал ведущим актёром этого театра.
Среди значительных ролей: Ян Гус и Ян Жижка в одноимённых пьесах А. Йирасека, Францек («Мариша» братьев В. и А. Мрштик), Вершинин («Три сестры») и Астров (Вишневый сад Чехова), Гамлет, Отелло, Макбет, Ричард III (по одноимённым произведениям Шекспира), Ранк («Нора» Ибсена), Сирано де Бержерак (одноимённое произведение Э. Ростана), Мефистофеля в «Фаусте» Гëте, главные роли в пьесах Я. Квапила, Я. Гильберта и др.
Умер 31 мая 1920 в Праге. В похоронах 3 июня 1920 года принял участие первый президент Чехословакии Т. Г. Масарик.
Похоронен Э. Воян в фамильном склепе в Ольшанском кладбище в Праге.

## Награды и звания
- Почетный гражданин города Праги (1913)
- Почетный главный режиссёр Национального театра (1913)